# Старая Рубча
Старая Рубча — деревня в Дятьковском районе Брянской области, в составе Бытошского городского поселения. Расположена в 7 км к северу от посёлка городского типа Бытошь, у границы с Калужской областью. Население — 3 человека (2010).
Упоминается с XVII века (первоначально — как Рубча) в составе Хвощенской волости Брянского уезда. В начале XIX века — владение Давыдовых, Надеиных, Поярковых, Степановых, Лавровых; позднее переходит к Мальцовым, Мельниковым и др. Входила в приход села Бытоши. В 1881 была открыта земская школа. В конце XIX века действовал дегтярный завод и углеобжигающие печи. С 1861 по 1924 в Бытошевской волости Брянского (с 1921 — Бежицкого) уезда; позднее в Дятьковской волости, Дятьковском районе (с 1929). До 1969 — центр Старорубчанского сельсовета, в 1969—2005 — в Будочковском сельсовете.